# Brachydontium noguchii
Brachydontium noguchii là một loài rêu trong họ Seligeriaceae. Loài này được Z. Iwats., Tad. Suzuki & Kiguchi mô tả khoa học đầu tiên năm 2004.